# Ecovative Design
Ecovative Design LLC és una empresa de materials amb seu a Green Island, Estat de Nova York, que ofereix alternatives sostenibles als plàstics i les escumes de poliestirè per a envasos, materials de construcció i altres aplicacions fent servir micelis de fongs i bolets.

## Història
Ecovative es va desenvolupar a partir d'un projecte universitari dels seus fundadors, Eben Bayer i Gavin McIntyre. En el seu curs d'Inventor's Studio al Rensselaer Polytechnic Institute, impartit per Burt Swersey, Bayer i McIntyre van desenvolupar i després van patentar un mètode per fer créixer un aïllant a base de bolets, anomenat inicialment Greensulate, abans de fundar Ecovative Design el 2007. El 2007 van rebre 16.000 dòlars de la National Collegiate Inventors and Innovators Alliance.
Des del 2008, quan se'ls va atorgar el primer lloc premiat amb 700.000 dòlars al concurs Picnic Green Challenge, la companyia ha desenvolupat i comercialitzat la producció d'un envàs protector anomenat EcoCradle que ara utilitzen Dell, Puma SE i Steelcase.
El 2010 van rebre 180.000 dòlars de la National Science Foundation i el 2011 l'empresa va rebre inversió de 3M New Ventures, The DOEN Foundation i del Rensselaer Polytechnic Institute que els va permetre duplicar la seva plantilla fins les 45 persones actualment (2022).
A la primavera de 2012, Ecovative Design va obrir una nova instal·lació de producció i va anunciar una associació amb Sealed Air per ampliar la producció dels materials d'embalatge. El 2014 el seu material es va utilitzar en forma de maó a 'Hy-Fi', una torre de 12 metres d'alçada exposada a Nova York pel Museu d'Art Modern i van començar a vendre kits de 'cultiva-ho tu mateix'.
El novembre de 2019, la companyia va anunciar una inversió de 10 milions de dòlars per donar suport a la seva nova Foneria de Miceli (Mycelium Foundry).
El febrer de 2020, IKEA es va comprometre a utilitzar la tecnologia Ecovative per als seus envasos, en substitució del poliestirè.
L'abril de 2021, Ecovative Design va rebre una inversió de 60 milions de dòlars per desenvolupar noves aplicacions per a la seva tecnologia i ampliar la fabricació.

## Materials fets amb fongs i bolets

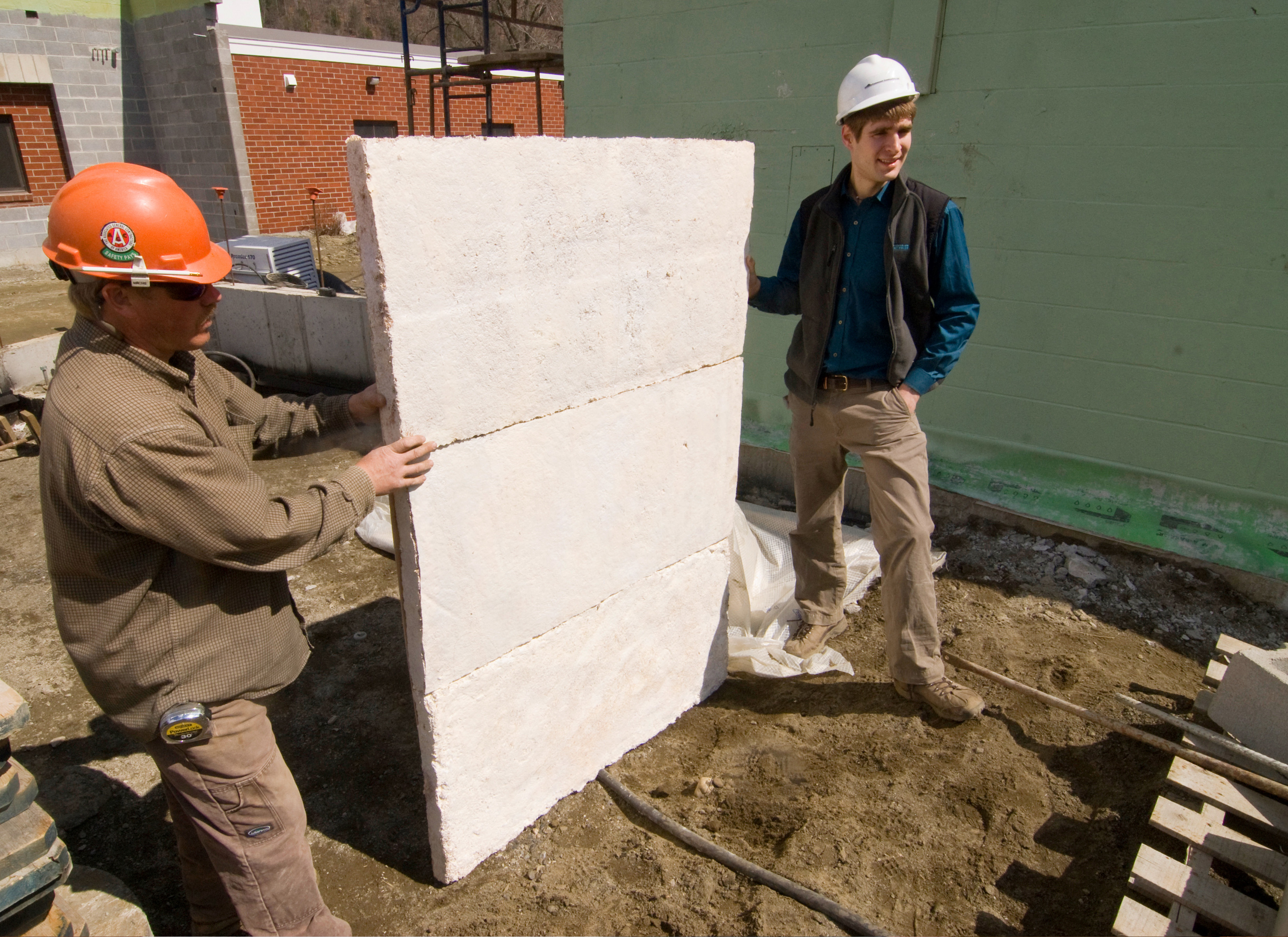
Un panell d'aïllament tèrmic preparat per a la instal·lació,

Els "materials fets amb bolets" són una nova classe de biomaterial renovable cultivat a partir de miceli de fong i materials agrícoles no alimentaris de baix valor mitjançant un procés patentat desenvolupat per Ecovative Design. Després de deixar-ho créixer en un motlle en un lloc fosc durant uns cinc dies durant els quals la xarxa micelial fúngica s'uneix a la barreja, el material compostable orgànic lleuger i robust resultant es pot utilitzar en molts productes, inclosos materials de construcció, panells d'aïllament tèrmic i protecció. embalatge.
El procés utilitza un producte de rebuig agrícola, com ara pellofes de cotó, el neteja, l'escalfa, i l'inocula per crear el creixement del miceli fúngic. Fa créixer el material durant un període d'uns cinc dies i, finalment, l'escalfa per a què el fong esdevingui inert.
Durant el creixement, la forma del material es pot modelar en diversos productes, com ara embalatges protectors, productes de construcció, roba, para-xocs de cotxes o taules de surf. La petjada ambiental dels productes es minimitza mitjançant l'ús de residus agrícoles, la dependència d'entorns de creixement natural i no controlat i els productes finals compostables casolans. La intenció dels fundadors és que aquesta tecnologia substitueixi el poliestirè i altres productes derivats del petroli que triguen molts anys a descompondre's, o que no ho facin mai.

Tal com explica el micòleg Merlin Sheldrake al seu llibre Entangled Life:
Ecovative reroutes agricultural waste streams to feed its fungi. Out of sawdust or corn stalks grew a valuable commodity. It was the familiar fungal win-win-win: for waste producer, cultivator and fungus. However, in the case of Ecovative there were some additional wins. One of Bayer's long-standing ambitions has been to disrupt polluting industries. The packaging materials that Ecovative grows are designed to replace plastics. Their construction materials are designed to replace brick, concrete and particle board. Their leatherlike textiles replace animal leather. Hundreds of square feet of mycelial leather can be grown in less than a week on materials that would otherwise be disposed of. At the end of their life, mycelial products can be composted. Ecovative's materials are lightweight, water-resistant and fire-retardant. They are stronger than concrete when subjected to bending forces, and resist compression better than wood framing. They have a better insulation value than expanded polystyrene, and can be grown in a matter of days into an unlimited number of forms (researchers in Australia are working to create a termiteresistant brick by combining Trametes mycelium with crushed glass).

[Ecovative reorienta els fluxes de residus agrícoles per alimentar els seus fongs. De serradures o tiges de blat de moro en fan créixer una mercaderia valuosa. Era el famós win-win-win típic dels fongs: per a productors de residus, cultivadors i fongs. Tanmateix, en el cas d'Ecovative hi ha hagut algunes victòries addicionals. Una de les ambicions a llarg termini de Bayer ha estat desactivar les indústries contaminants. Els materials d'embalatge que cultiva Ecovative estan dissenyats per substituir els plàstics. Els seus materials de construcció estan dissenyats per substituir el maó, el formigó i els taulers aglomerats. Els seus teixits semblants al cuir substitueixen el cuir animal. Centenars de metres quadrats de cuir micelial es poden cultivar en menys d'una setmana amb materials que d'altra manera s'eliminarien. Al final de la seva vida, els productes micelials es poden compostar. Els materials d'Ecovative són lleugers, resistents a l'aigua i ignífugs. Són més forts que el formigó quan estan sotmesos a forces de flexió i resisteixen millor la compressió que l'estructura de fusta. Tenen un millor valor d'aïllament que el poliestirè expandit i es poden cultivar en qüestió de dies en un nombre il·limitat de formes (investigadors a Austràlia estan treballant per crear un maó resistent als tèrmits combinant el miceli Trametes amb vidre triturat).]

### Embalatge protector
Un substitut renovable i compostable per als envasos de poliestirè, que també es coneix com "EcoCradle".

### Biocomposites estructurals
Un substitut natural i renovable de la fusta d'enginyeria, formada a partir de material de bolets comprimit i que no requereix control numèric. L'arquitecte David Benjamin de The Living, treballant amb Evovative Design i Arup, va construir "Hy-Fi", un espai temporal de 12 metres d'alt en una exposició externa al Museu d'Art Modern de la ciutat de Nova York el 2014.

### Aïllament tèrmic
S'està desenvolupant un producte d'aïllament tèrmic. Les proves de 'Greensulate', un antic producte dels inicis de la recerca de Bayer i McIntyre, es van dur a terme en un gimnàs escolar de Vermont el maig de 2009. El producte es va abandonar més tard quan l'empresa es va centrar en la fabricació d'envasos protectors.

### Altres usos

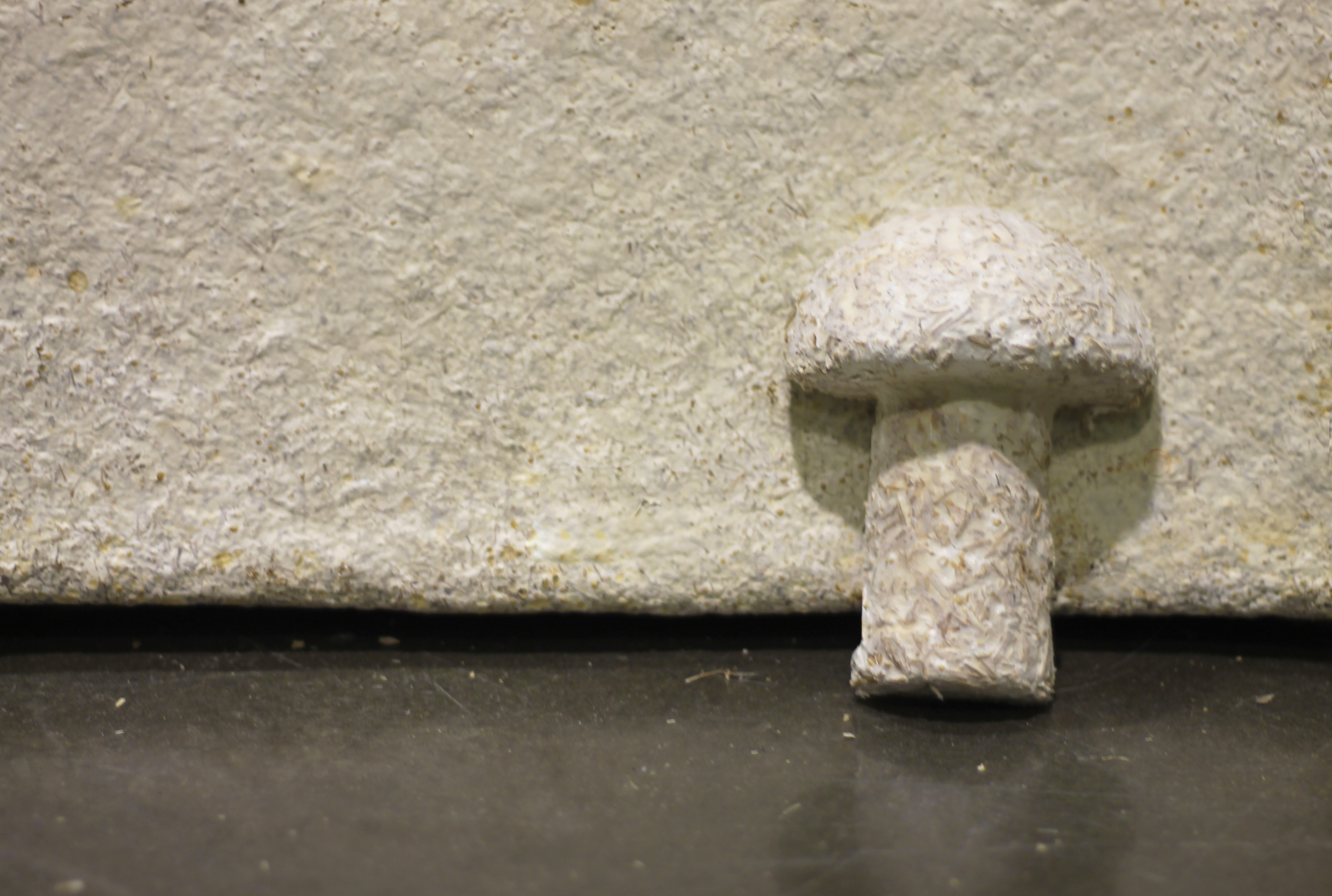
Una figureta representant un bolet cultivada per Ecovative davant d'un panell del material.

Ecovative ofereix un kit "Cultiva-ho tu mateix" que permet a les persones crear materials fets de bolets ells mateixos, utilitzats per crear productes que inclouen pantalles de llums.
Treballant amb la Universitat d'Aquisgrà, el dissenyador holandès Eric Klarenbeek va utilitzar la tecnologia d' impressió 3D per vestir una cadira sense utilitzar plàstic, metall o fusta.

## Mitjans de comunicació
Popular Science va presentar l'aïllament compost als seus premis d'invenció de 2009. Un episodi de la sisena temporada de CSI: New York també va incloure l'aïllament mentre els tècnics de laboratori van provar les propietats resistents a la flama dels materials després de trobar partícules a la roba d'una víctima. La revista Packaging World va incloure Ecovative a la seva portada de juliol de 2011, cosa que suggereix que l'empresa està preparada per "ser un canvi de joc en diverses indústries". El Fòrum Econòmic Mundial també va reconèixer Ecovative com a pioner tecnològic el 2011. A més, els fundadors van aparèixer al programa de PBS, Biz Kid$, a l'episodi 209, "The Green Economy & You".

## Suport
El desenvolupament del material i els processos ha comptat amb el suport de Picnic Green Challenge, Environmental Protection Agency, National Collegiate Inventors and Innovators Alliance (NCIIA), ASME, National Science Foundation, NYSERDA, 3M New Ventures, The DOEN Foundation, Rensselaer Polytechnic. Institut i un acord de llicència amb Sealed Air. A més d'una sèrie de premis, els materials d'Ecovative s'han destacat àmpliament a les biblioteques de Material ConneXion d'arreu del món.